# Ma Bailing
Ma Bailing (ur. 14 stycznia 1983) – chińska zapaśniczka w stylu wolnym. Zdobyła srebrny medal w mistrzostwach świata w 2001, jedenasta w 1999. Druga w mistrzostwach Azji w 2001. Trzecia w Pucharze Świata w 2004; czwarta w 2003 roku.